# Waldbrände in Griechenland 2007

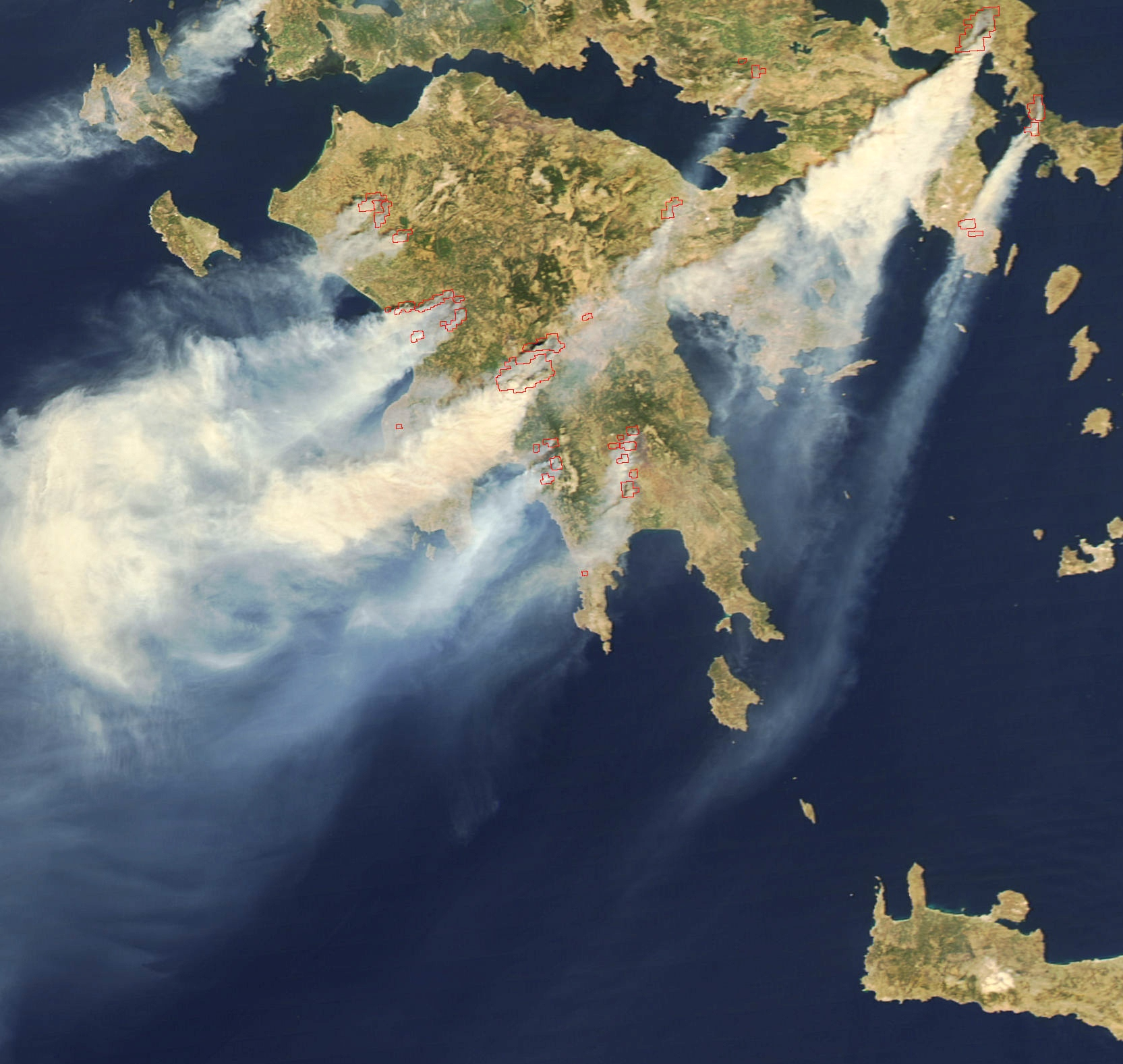
Satellitenaufnahme der Waldbrände in Griechenland vom 25. August 2007

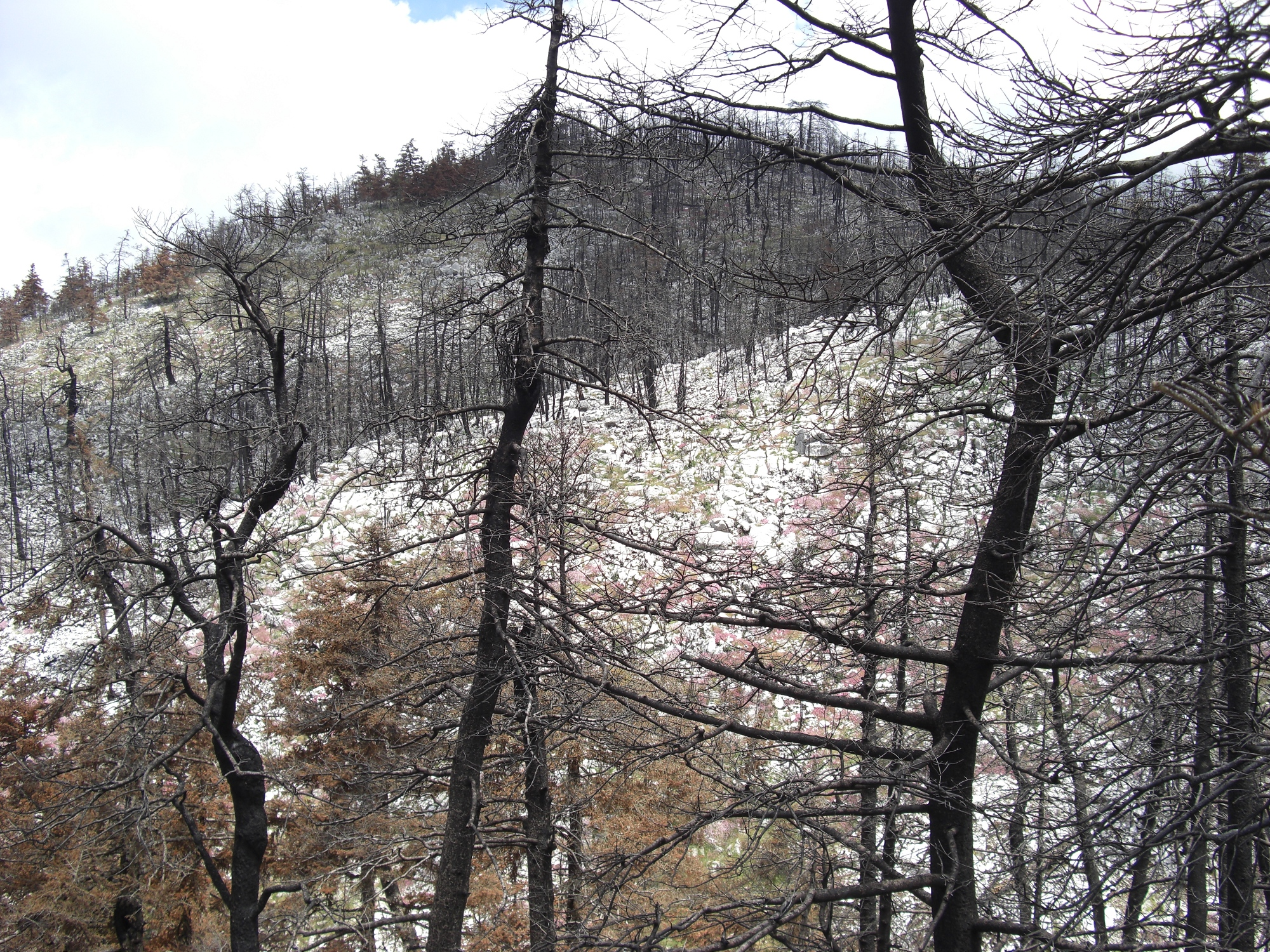
Westliche Hänge des Taygetosgebirges nahe Kalamata, im Juni 2008

Die Waldbrände in Griechenland 2007 waren die schwersten der Landesgeschichte. Nach dem European Forest Fire Information System (EFFIS) verbrannten insgesamt 2715,16 km², davon mit 313,56 km² etwa 11,6 % in Natura-2000-Schutzgebieten.
Ende August 2007 brachen in mehreren Regionen Griechenlands Waldbrände aus, die sich schnell ausbreiteten und rasch an Intensität zunahmen. Neben der Region Attika und der Insel Euböa war vor allem der Peloponnes betroffen, wo ab dem 24. August mehr als 190 Brände gemeldet wurden. Eine Hitzewelle mit Höchsttemperaturen von 40 °C sowie starke Winde bis zu Windstärke 8 förderten die Ausbreitung; in den meisten Fällen wird Brandstiftung als Ursache angenommen. Bis zum Abend des 27. August wurden in ganz Griechenland 70 Todesopfer gezählt. Die meisten Opfer forderten die Brände auf dem Peloponnes, alleine in der Umgebung der Stadt Zacharo kamen mindestens 30 Menschen in den Flammen um.
Der griechische Ministerpräsident Kostas Karamanlis rief am 25. August 2007 den landesweiten Notstand aus. Mehrere hundert Soldaten wurden zur Unterstützung der Feuerwehren abkommandiert, die Europäische Union versprach ihre Unterstützung. Mehrere Staaten, darunter Frankreich, Spanien, Deutschland und Österreich, sagten ihre Unterstützung mit Löschflugzeugen bzw. Löschhubschraubern zu. Einige Länder, unter anderem Deutschland und Schweden, haben für ihren Einsatz Geld verlangt.
Am 26. August bedrohten die Waldbrände die antiken Stätten von Olympia. Eine Zerstörung der Anlagen konnte offenbar nur in letzter Minute durch die Konzentrierung der Einsatzkräfte abgewendet werden. Bis dahin waren mehr als 180.000 Hektar Landfläche zerstört worden, hierunter hunderte Zitronen- und Olivenplantagen; dutzende Dörfer sind restlos zerstört, unzählige Wild- und Nutztiere in den Flammen zu Tode gekommen.
Am 29. August 2007 waren immer noch über 30 Großbrände nicht unter Kontrolle und bedrohten weiterhin diverse Städte und Dörfer. Die weitreichenden Folgen dieser großen Brandkatastrophe für das Klima der Region sind noch nicht absehbar. Große Landstriche im Westen und Südwesten der Region sehen nach Augenzeugenberichten aus „wie Vulkan- oder Mondlandschaften“. Viele dieser Brände haben wohl ihren Ursprung in fahrlässiger oder auch krimineller Brandstiftung, etwa zugunsten von Bodenspekulationen von Immobilieninvestoren. Bislang wurden einige mutmaßliche Brandstifter von der griechischen Polizeibehörde festgenommen, vom Staat Ergreifungsgelder bis zu einer Million Euro ausgeschrieben.
Generell werden etwa 97 % der Waldbrände in Tieflagen (weniger als 1000 m über dem Meeresspiegel) vom Menschen ausgelöst; daher stehen hier Brandstiftung, Fahrlässigkeit, schlechtes Krisenmanagement der Behörden und mangelhaft ausgestattete Feuerwehren im Fokus der Ursachenforschung. In den Jahren 1982 bis 1998 waren in Griechenland rund 8,75 Millionen Hektar Waldbestände abgebrannt, wovon 1,03 Millionen Hektar wieder aufgeforstet wurden.